# Talalora
Talalora è una municipalità di quinta classe delle Filippine, situata nella Provincia di Samar, nella regione di Visayas Orientale.
Talalora è formata da 11 baranggay:
- Bo. Independencia
- Malaguining
- Mallorga
- Navatas Daku
- Navatas Guti
- Placer
- Poblacion Barangay 1
- Poblacion Barangay 2
- San Juan
- Tatabunan
- Victory